# Todorovo (samhälle)
Todorovo är ett samhälle i Bosnien och Hercegovina.   Det ligger i entiteten Federationen Bosnien och Hercegovina, i den nordvästra delen av landet, 230 km nordväst om huvudstaden Sarajevo. Todorovo ligger 331 meter över havet och antalet invånare är 9 560.
Terrängen runt Todorovo är varierad. Runt Todorovo är det ganska tätbefolkat, med 93 invånare per kvadratkilometer.. Närmaste större samhälle är Cazin, 13,5 km söder om Todorovo. 
Omgivningarna runt Todorovo är en mosaik av jordbruksmark och naturlig växtlighet.